# برج سلافة
برج سلافة هو ناطحة سحاب مكونة من 76 طابقا في مرسى دبي في دبي، الإمارات العربية المتحدة. يبلغ إجمالي الارتفاع الهيكلي للبرج 288 متر (945 قدم)، مما يجعله أطول مبنى ضمن الترتيب 25 في دبي و 172 أطول مبنى في العالم. اكتمل البرج من قبل شركة تاف للمطارات القابضة التركية في عام 2010.
ومن محطات المترو القريبة من برج سلافة المحطات التالية:
- الخيل (6 دقائق)
- شوبا العقارية (7 دقائق)
- مركز دبي للسلع المتعددة (7 دقائق)

## أحداث
بعد ظهر يوم 20 يوليو 2016، اندلع حريق في البرج. ولم تسجل أي إصابات. وهو الحريق الثاني في ناطحة سحاب في دبي.

## معرض صور

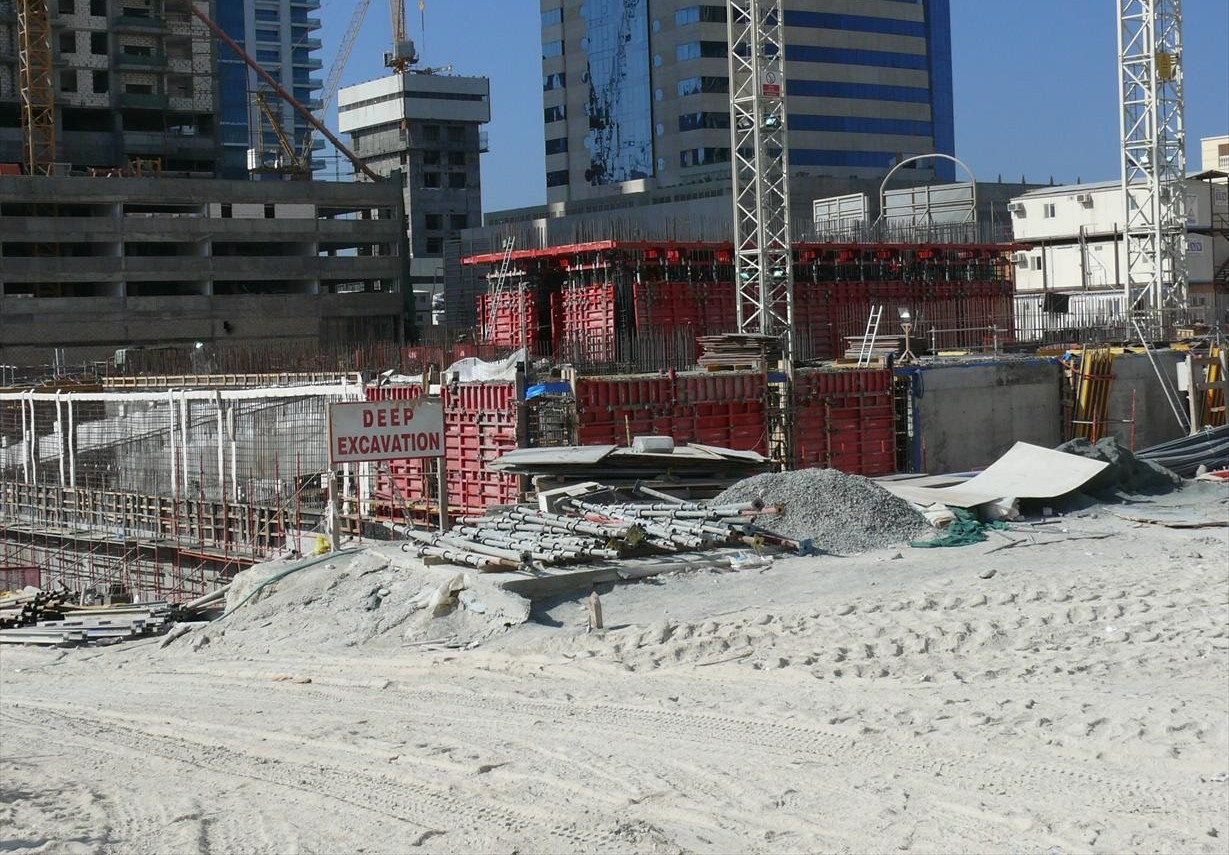
برج سلافة قيد الإنشاء في ديسمبر 2007

## روابط خارجية
- موقع تاف
- إمبوريس